# Голужа, Славко
Славко Голужа (хорв. Slavko Goluža; род. 17 сентября 1971, д. Пешивац-Кула, община Столац) — хорватский гандболист, игравший на позиции разыгрывающего и правого полусреднего, двукратный олимпийский чемпион 1996 и 2004 годов, чемпион мира 2003 года. Главный тренер сборной Хорватии в 2010—2015 годах.

## Карьера игрока

### Клубная
Карьеру игрока начинал ещё в социалистической Югославии в команде «Механика» из города Меткович (ныне команда носит название города). Выступал за свою карьеру также за хорватский «Загреб», немецкий «Неттельштедт-Любекке», французский «Париж» и венгерский «Веспрем». С «Загребом» Славко выиграл чемпионат Хорватии и Кубок Хорватии, одержал две победы на европейском кубке чемпионов в 1992 и 1993 годах, а также выиграл Суперкубок Международной федерации гандбола в 1992 году. В составе «Метковича» он завоевал Кубок европейской гандбольной федерации в 2000 году, а также Кубки Хорватии 2001 и 2002 годов.

### В сборной
Славко является двукратным олимпийским чемпионом: он завоёвывал золотые медали в 1996 и 2004 годах на Олимпиадах в Атланте и Афинах. Чемпионом мира он стал в 2003 году в Португалии, в 2005 году в Тунисе он стал серебряным призёром. Первую свою медаль он завоевал на чемпионате Европы 1994 года в Португалии (бронзовая награда). Дважды он побеждал на Средиземноморских играх в Лангедоке (Франция) и Тунисе.
Благодаря своим победам в составе клубов и сборной он стал лучшим гандболистом 2001 года по версии издания «Sportske novosti», а также четыре раза (в 1992, 1993, 1996 и 2003 годах) попадал в команду года. В 1996 и 2004 годах он был награждён Государственной наградой в области спорта имени Франьо Бучара.

## Карьера тренера
В 2008 году Голужа был принят в Олимпийский комитет Хорватии. Ещё раньше, в 2006 году он занял должность одного из тренеров гандбольной сборной. С 2010 года он стал непосредственно руководить сборной Хорватии, став её главным тренером: ему удалось завоевать по одной бронзовой награде на чемпионате Европы в Сербии (2012 год), Олимпийских играх в Лондоне (2012 год) и чемпионате мира в Испании (2013 год). За свои успехи в 2012 году он был признан лучшим гандбольным тренером Хорватии. С 2012 года Голужа работает и в тренерском штабе гандбольного клуба «Загреб».

## Политическая деятельность
Славко является членом Хорватского демократического содружества, в 2004 году он баллотировался в Хорватский Сабор от этой партии, участвуя в выборах в Метковиче. На президентских выборах 2009 года он стал доверенным лицом Андрии Хебранга-младшего.